# Te Esperando (canção)
"Te Esperando" é uma canção do cantor brasileiro Luan Santana, gravada para seu primeiro EP de mesmo nome que foi lançada como segundo single em 10 de junho de 2013.
Liderou a tabela musical nos meses de maio a julho de 2013, onde os dados são medidos pela Crowley Broadcast Analysis do Brasil, pela qual as informações da parada musical são disponibilizadas mensalmente pela Revista Billboard Brasil.

## Composição
"Te Esperando" é uma faixa romântica composta por Bruno Caliman e Matheus Santos 

## Lista de faixas
| Download digital |                |         |  |
| N.º              | Título         | Duração |  |
| 1.               | "Te Esperando" | 4:05    |  |

## Prêmios e indicações
| Ano  | Prêmio            | Indicação     | Resultado |
| ---- | ----------------- | ------------- | --------- |
| 2013 | Caldeirão de Ouro | As 10+ do Ano | 2º Lugar  |

## Desempenho nas tabelas musicais

### Posições
| Tabela musical (2013)                     | Melhor posição |
| ----------------------------------------- | -------------- |
| Brasil - Billboard Brasil Hot 100 Airplay | 1              |